# Dicoumarol
Le dicoumarol ou hydroxycoumarine est un dérivé de la coumarine.
Initialement utilisé à forte dose comme raticide (antivitamine K qui cause de graves hémorragies internes, employé dans l'appât rodenticide de type mort aux rats), il a été utilisé à faible dose en clinique comme anticoagulant avant d'être supplanté par un de ses dérivés : la warfarine (Coumadine®).
Au même titre que l'héparine (F. C. Mac Lean, 1917), le dicoumarol (K. Link, 1941) fait partie des chefs de file des anticoagulants.

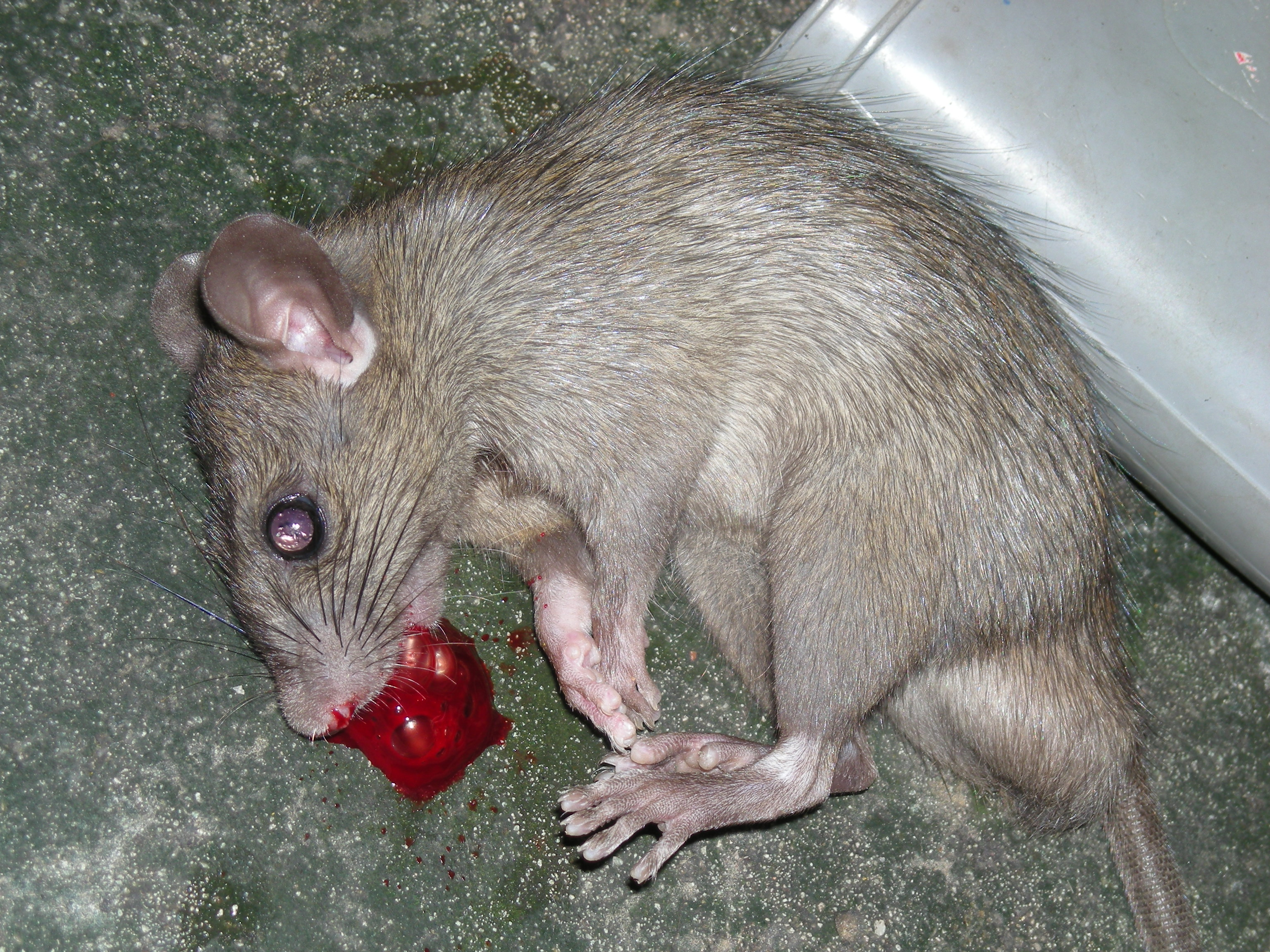
Le raticide, à la différence du piégeage ne permet pas de facilement retrouver et éliminer les cadavres de rats ou souris ou animaux involontairement empoisonnés (qui peuvent être vecteurs de microbes). Si la dose est élevée, le cadavre reste une source de poison s'il est lui-même mangé par nécrophage ou animal omnivore. L'hémorragie elle-même si elle est externe peut être source de dispersion de microbes

. 